# 몬테리조니
몬테리조니(이탈리아어: Monteriggioni)는 이탈리아 토스카나주 시에나도에 있는 코무네다. 이곳은 7개의 광장이 있는 곳으로 건축학적, 문화적으로 특이한 곳이며, 단테 알리기에리의 《신곡》에서 언급된바가 있고, 유비소프트 사의 게임 《어쌔신 크리드 II》에서 등장한다.

## 역사

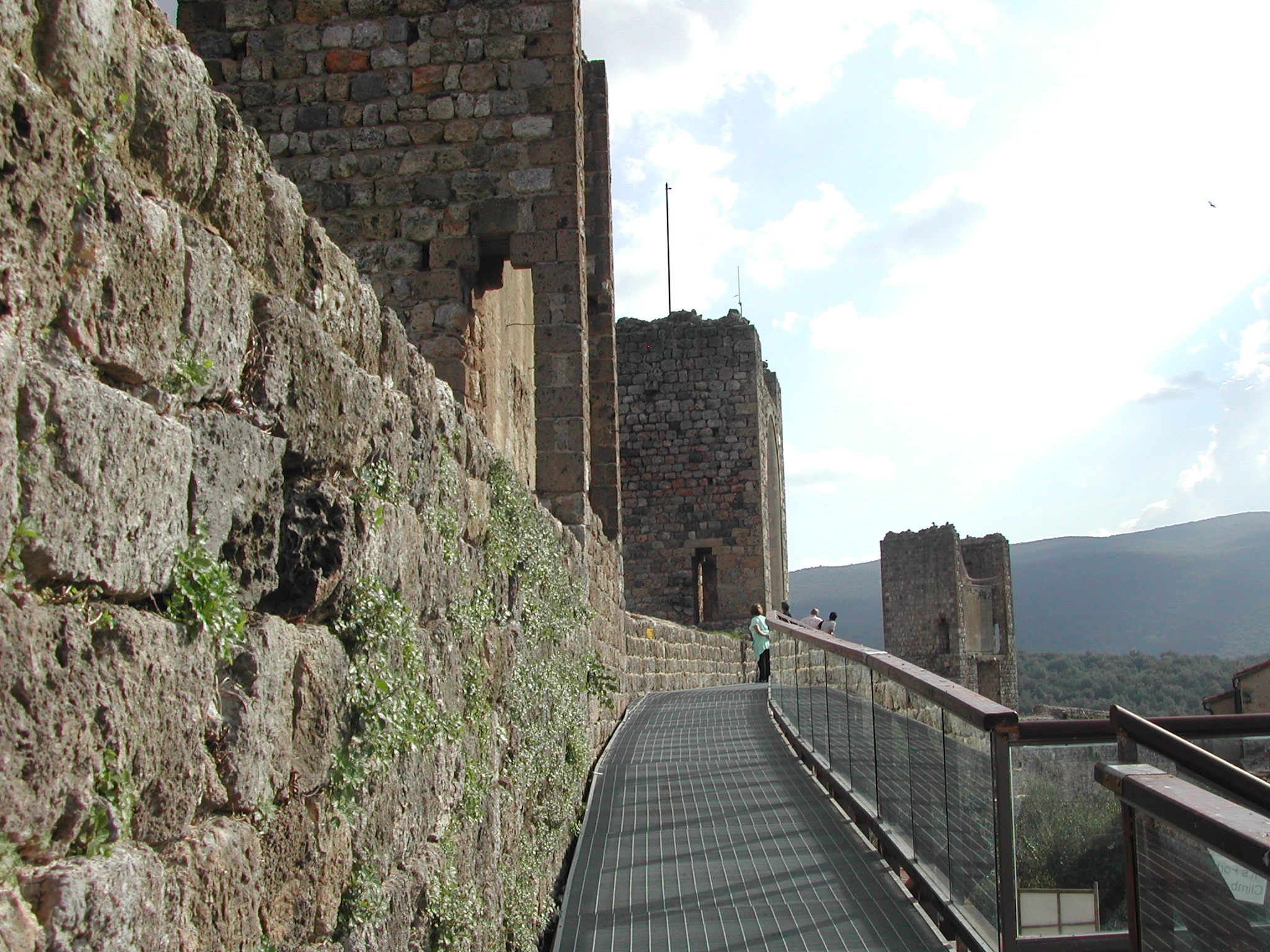
몬테리조니의 성곽

몬테리조니는 작은 언덕에 위치한 성벽으로 둘러쌓인 중세 마을이며, 1214–19년에 시에나인들이 그들의 전쟁 상대인 피렌체의 국경 방어, 발데사와 발스타자의 서쪽을 관장하는 카시아 가도를 통제하기 위한 목적으로 지었다.
중세 시대 당시 시에나와 피렌체의 분쟁때, 이곳은 방어 전략적인 위치에 있었다. 또한 피렌체와 볼테라 주교령의 많은 침공을 견뎌냈다. 1554년 시에나는 피렌체에서 추방당한 조반니노 체티에게 이곳의 수비대 통솔권을 주었다. 1554년에 메디치 가문과 화해의 행동을 취한 체티는 메디치 군대에게 열쇠를 넘겨줬고 이는 몬테리조니의 사람들에게 "훌륭한 배신"이라고 여겨졌다.

## 대중 문화
몬테리조니는 비디오 게임 《어쌔신 크리드 II》와 《어쌔신 크리드:브라더후드》에서 에치오 아우디토레 다 피렌체와 삼촌인 마리오의 작전 기지로서 중요한 역할을 지녔고 또한 파이어플라이 스튜디오스의 2001년 컴퓨터 게임 《스트롱홀드》에서 플레이 가능한 지역으로 등장한다.